# Karl Henschel
Karl Anton Theodor Ferdinand Henschel (* 3. Oktober 1873 in Kassel; † 11. Dezember 1924 ebenda) war ein deutscher Unternehmer und Inhaber der Maschinenfabrik Henschel & Sohn in Kassel.

## Leben
Karl Henschel wurde als Sohn des Unternehmers Oscar Henschel (1837–1894) und dessen Ehefrau Sophie Henschel geb. Caesar (1841–1915) geboren und wuchs mit seinen drei Schwestern auf.
Nach dem Besuch des Realgymnasiums in Kassel,  unterstützt durch Privatunterricht, absolvierte er ein Studium Fachrichtung Maschinenbau an der Technischen Hochschule Karlsruhe und der Technischen Hochschule Darmstadt und trat 1896 in die Firma Henschel & Sohn ein, die sein Urgroßvater Carl Anton Henschel im Jahre 1817 in Kassel gegründet hatte.
Zum 1. Juli 1900 wurde er neben seiner Mutter Teilhaber der Firma und nach deren Ausscheiden Alleininhaber des Unternehmens. 1905 wurde unter seiner Leitung  die erste elektrische Lokomotive gebaut und im selben Jahr gründete er eine Lehrlings-Fortbildungsschule zur Heranbildung von Mitarbeitern. 1910 kam die erste Henschel-Lok mit Vergasermotor.
Er förderte die Entwicklung der Heißdampflokomotive, erweiterte das Unternehmen durch Ankauf von Erzgruben (z. B. Henrichshütte in Hattingen und im Sauerland sowie in Thüringen). So gehörte es Anfang des 20. Jahrhunderts neben Borsig zu den größten Lokomotivwerken Deutschlands.
Die Firma ergänzte ihre Produktionspalette und war in den Jahren 1917/1918 kriegsbedingt mit der Herstellung von Waffen beschäftigt.

### Familie
Seine in London im Jahre 1898 mit Wilhelmine Martin geschlossene Ehe wurde 1906 geschieden. Am  22. Juli 1909 heiratete er in Kassel Hildegard Scheffer (1885–1963, Tochter des Generals Reinhard von Scheffer-Boyadel und der Margarete Riebeck, Tochter des Montanunternehmers Carl Adolf Riebeck).
Aus der Ehe sind die Kinder Oscar Robert (1899–1982), Robert (* 1900, Dr. jur., Industrieller), Reinhard (* 1910, Gesandtschaftsrat), Karl-Anton (* 1912, Industrieller), Sophie (∞ 1947  Rudolf Martini) und Maria (∞ 1946 Adolf Heinrich Graf von Arnim-Boitzenburg) hervorgegangen.

### Auszeichnungen und Ehrungen
- 1910 Dr. Ing. h. c. durch die TH Darmstadt
- 1910 Geheimer Kommerzienrat